# Tiffany Williams
Tiffany Marthenia Ross-Williams (Miami, 5 febbraio 1983) è un'ostacolista e velocista statunitense.

## Biografia
Nel 2002 ai Mondiali juniores di Kingston ottiene la sua prima finale di rilievo, cogliendo un quarto posto in finale sui 400 metri ostacoli; partecipa anche ai 100 metri ostacoli ma viene eliminata nelle batterie.
Nel 2006 vince la sua prima medaglia importante, conquistando insieme alla staffetta 4×400 metri la medaglia d'argento ai Mondiali indoor di Mosca. Nello stesso anno alla IAAF World Athletics Final di Stoccarda arriva 2ª sui 400 m ostacoli col tempo di 54"22.
L'anno successivo Tiffany migliora il proprio personale portandolo a 53"22 e partecipa ai Mondiali di Osaka, dove arriva in finale sempre nei 400 m ostacoli, concludendo al 7º posto.
Ai Giochi olimpici di Pechino del 2008 raggiunge ancora una volta la finale assoluta dei 400 m ostacoli ma deve accontentarsi dell'8º posto con un tempo piuttosto alto di 57"55. Decisamente meglio va invece la sua gara alla World Athletics Final di Stoccarda, dove con il tempo di 55"16 conclude terza.

## Palmarès
| Anno | Manifestazione    | Sede     | Evento   | Risultato | Prestazione | Note                                     |
| ---- | ----------------- | -------- | -------- | --------- | ----------- | ---------------------------------------- |
| 2002 | Mondiali juniores | Kingston | 100 m hs | Batteria  | 13"78       |                                          |
| 2002 | Mondiali juniores | Kingston | 400 m hs | 4ª        | 56"52       |                                          |
| 2002 | Mondiali juniores | Kingston | 4×400 m  | Oro       | 3'29"95     | Miglior prestazione nazionale under 20   |
| 2006 | Mondiali indoor   | Mosca    | 4×400 m  | Argento   | 3'28"63     | Miglior prestazione personale stagionale |
| 2007 | Mondiali          | Osaka    | 400 m hs | 7ª        | 54"63       |                                          |
| 2008 | Giochi olimpici   | Pechino  | 400 m hs | 8ª        | 57"55       |                                          |
| 2009 | Mondiali          | Berlino  | 400 m hs | 5ª        | 53"83       | Miglior prestazione personale stagionale |
| 2015 | Campionati NACAC  | San José | 400 m hs | Oro       | 54"35       | Record dei campionati                    |
| 2015 | Campionati NACAC  | San José | 4×400 m  | Oro       | 3'25"39     | Record dei campionati                    |

## Campionati nazionali
- 2 volte campionessa nazionale dei 400 m hs (2007, 2008)

## Altre competizioni internazionali
2006
- Argento alla World Athletics Final ( Stoccarda), 400 m hs - 54"22

2007
- 5ª alla World Athletics Final ( Stoccarda), 400 m hs - 55"01

2008
- Bronzo alla World Athletics Final ( Stoccarda), 400 m hs - 55"16

2009
- 7ª alla World Athletics Final ( Salonicco), 400 m hs - 56"29